# 中共中央财政经济部
中共中央财政经济部，是一个曾经存在的中国共产党中央委员会职能部门，1948年6月组建，1949年7月撤销。部长董必武。

## 概述
1948年5月，中共中央前委、工委、后委在西柏坡会合。1948年6月设立中共中央财政经济部，接掌华北财经办事处职权。部长董必武，秘书长薛暮桥，副秘书长杨放之。其主要职能是：
- 在中央领导下审查并指导各解放区的财政经济政策；
- 研究各解放区执行财政经济政策的方法和步骤并予以指导；
- 收集、整理、保管有关财政经济的各种材料，并作有计划的调查统计；
- 在中央决定下，调剂各解放区间的财政收支及财政经济关系；
- 研究统一各解放区财经工作的方法和步骤，筹备中国人民银行基金和统一发行工作。

中央财经部实际在中央书记周恩来直接领导下工作，中财部秘书长薛暮桥和总后勤部长杨立三实际成为周恩来管理经济（主要是战争供应）工作的秘书。1948年6月13日中财部拟定的《中央财政经济部组织章程》，设秘书3人分管行政、干部、机要工作，设研究室（内设财政组、经济组、材料组）、研究指导委员会、中国人民银行筹备处。驻地平山县李家坡。
1948年10月6日，中共中央电告各中央局、华中工委，决定成立华北财经委员会，主任董必武，副主任薄一波、黄敬，秘书长方毅，委员曾山、贾拓夫、姚依林、南汉宸、戎子和、杨秀峰、宋劭文、武竞天、赵尔陆。设华东财经分会与西北财经分会，受华北财委领导。
1949年7月中央财经委员会成立，由中共中央财政经济部与华北财经委员会合并组成，暂时由中央军委领导。主任董必武，秘书长薛暮桥，副秘书长杨放之，设六局一处，下属13个处、行、署、部、会。1949年10月改为政务院财经委员会。